# Úrvalsdeild 2010
La Úrvalsdeild 2010 (anche nota come Pepsideild per ragioni di sponsor) è stata la 99ª edizione della massima serie del campionato di calcio islandese disputato tra il 10 maggio e il 25 settembre 2010 e concluso con la vittoria del Breiðablik al suo primo titolo.

## Stagione

### Novità
A seguito della retrocessione del Þróttur e dell'Fjölnir, i loro posti sono stati presi dai primi due classificati della seconda divisione islandese, il Selfoss e lo Haukar.

### Formula
Come nella stagione precedente le squadre partecipanti furono dodici e si incontrarono in un turno di andata e ritorno per un totale di ventidue partite.
Le ultime due classificate retrocedettero in 1. deild karla.
Le squadre qualificate alle coppe europee furono quattro: i campioni alla UEFA Champions League 2011-2012 mentre la seconda, la terza e il vincitore della coppa nazionale alla UEFA Europa League 2011-2012.

## Squadre partecipanti
- Breiðablik
- FH Hafnarfjörður
- Fram Reykjavík
- Fylkir
- Haukar
- ÍBV Vestmannæyja

- Keflavík
- KR Reykjavík
- Selfoss
- Stjarnan
- Grindavík
- Valur

## Classifica finale
|                    | Pos. | Squadra          | Pt | G  | V  | N | P  | GF | GS | DR  |
| ------------------ | ---- | ---------------- | -- | -- | -- | - | -- | -- | -- | --- |
| Islanda (bandiera) | 1.   | Breiðablik       | 44 | 22 | 13 | 5 | 4  | 47 | 23 | +24 |
|                    | 2.   | FH Hafnarfjörður | 44 | 22 | 13 | 5 | 4  | 48 | 31 | +17 |
|                    | 3.   | ÍBV Vestmannæyja | 42 | 22 | 13 | 3 | 6  | 36 | 27 | +9  |
|                    | 4.   | KR Reykjavík     | 38 | 22 | 11 | 5 | 6  | 45 | 31 | +14 |
|                    | 5.   | Fram Reykjavík   | 32 | 22 | 9  | 5 | 8  | 35 | 35 | 0   |
|                    | 6.   | Keflavík         | 30 | 22 | 8  | 6 | 8  | 30 | 32 | -2  |
|                    | 7.   | Valur            | 28 | 22 | 7  | 7 | 8  | 34 | 41 | +7  |
|                    | 8.   | Stjarnan         | 25 | 22 | 6  | 7 | 9  | 39 | 42 | -3  |
|                    | 9.   | Fylkir           | 24 | 22 | 7  | 3 | 12 | 36 | 42 | -6  |
|                    | 10.  | Grindavík        | 21 | 22 | 5  | 6 | 11 | 28 | 39 | -11 |
|                    | 11.  | Haukar           | 20 | 22 | 4  | 8 | 10 | 29 | 45 | -16 |
|                    | 12.  | Selfoss          | 17 | 22 | 5  | 2 | 15 | 32 | 51 | -19 |

Legenda:

      Campione d'Islanda e ammesso alla UEFA Champions League
      Ammesso alla UEFA Europa League
      Retrocesso in 1. deild karla
Note:

Tre punti a vittoria, uno a pareggio, zero a sconfitta.

### Verdetti
- Campione di Islanda:  Breiðablik (1º titolo)
- UEFA Champions League 2011-2012 2º turno preliminare:  Breiðablik
- UEFA Europa League 2011-2012 2º turno preliminare:  FH Hafnarfjörður (vincitore della coppa d'Islanda)
- UEFA Europa League 2011-2012 1º turno preliminare:  KR Reykjavík,  ÍBV Vestmannæyja
- Retrocesse:  Haukar e  Selfoss

## Classifica Marcatori
| Gol |  |  | Giocatore                 | Squadra            |
| --- |  |  | ------------------------- | ------------------ |
| 14  |  |  | Atli Viðar Björnsson      | FH                 |
| 14  |  |  | Alfreð Finnbogason        | Breiðablik UBK     |
| 14  |  |  | Gilles Mbang Ondo         | Grindavík          |
| 13  |  |  | Halldór Orri Björnsson    | Stjarnan           |
| 12  |  |  | Kristinn Steindórsson     | Breiðablik UBK     |
| 10  |  |  | Guðjón Baldvinsson        | KR Reykjavík       |
| 9   |  |  | Tryggvi Guðmundsson       | ÍBV Vestmannaeyjar |
| 9   |  |  | Jóhann Þórhallsson        | Fylkir             |
| 8   |  |  | Ívar Björnsson            | Fram Reykjavík     |
| 8   |  |  | Kjartan Henry Finnbogason | KR Reykjavík       |
| 8   |  |  | Arnar Gunnlaugsson        | Haukar             |
| 8   |  |  | Albert Brynjar Ingason    | Fylkir             |
| 8   |  |  | Almarr Ormarsson          | Fram Reykjavík     |